# イギリス・イタリア協定 (1925年)
1925年12月14日/12月20日のイギリス・イタリア協定（イギリス・イタリアきょうてい、英語: Anglo-Italian Agreement）はイギリスとイタリア王国政府のエチオピア帝国における勢力圏に関する交換公文。公文はイタリアがエチオピアの外交を管理すると暗黙的に承認、さらにエチオピアがイタリアの経済勢力圏内にあることを確認した。1926年6月9日、イギリスとイタリアはこれらの要求をエチオピア政府に突き付けたが、エチオピアは拒否して6月19日に国際連盟に抗議した。しかし、国際連盟が議論を始める前に、イギリスとイタリア両政府は公文が誤解されたとして手を引いた。